# El ganado en la religión y la mitología

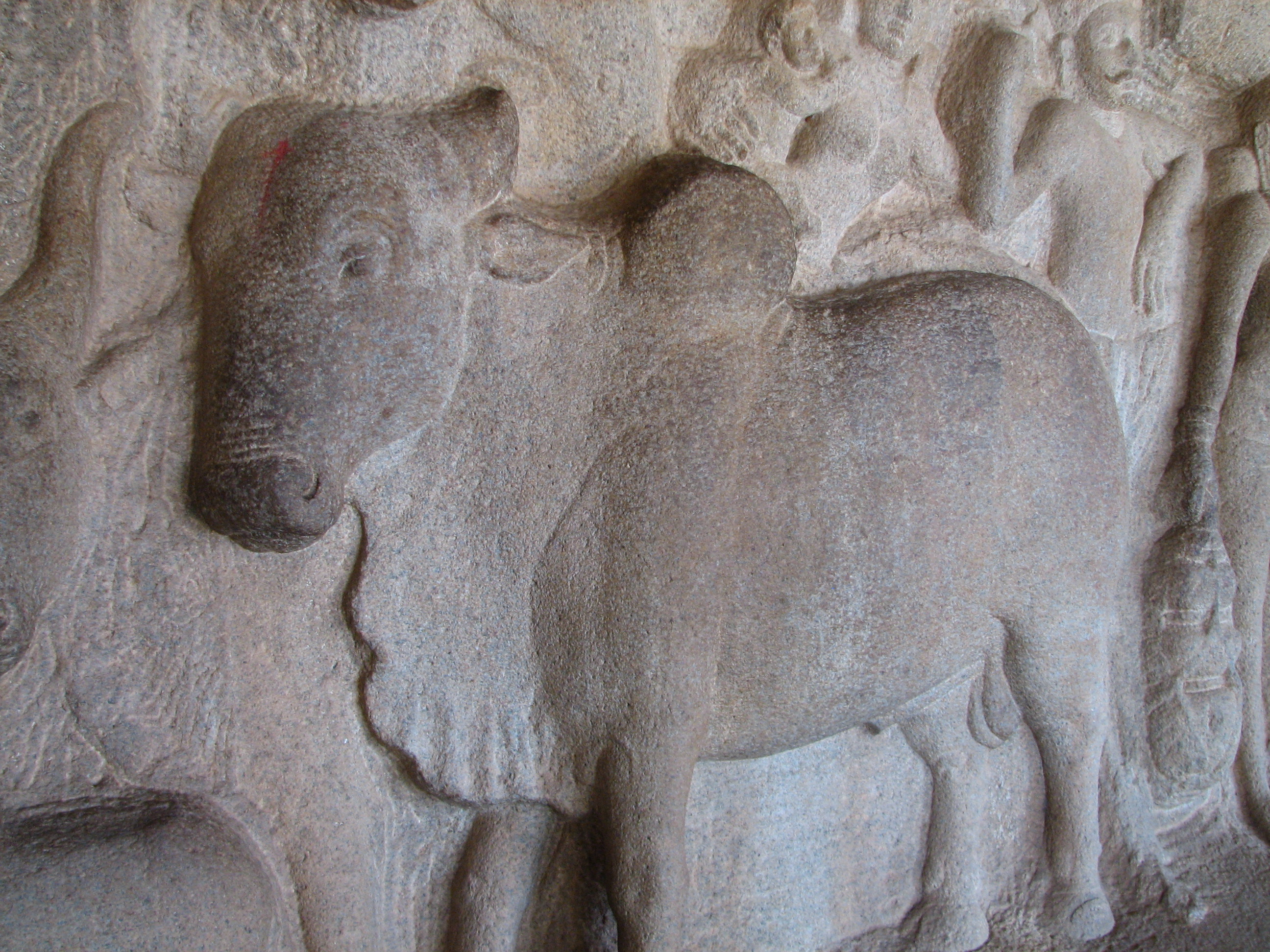
Bajo relieve de una vaca en Mahabalipuram.

Debido a los múltiples beneficios que aporta el ganado, existen diversas creencias sobre el ganado bovino en las sociedades y religiones. En algunas regiones, especialmente Nepal y la mayoría de los estados de la India, la matanza de ganado está prohibida y su carne puede ser un tabú. El ganado se considera sagrado en numerosas religiones del mundo, entre ellas el hinduismo, el jainismo, el budismo y el zoroastrismo. El ganado desempeñó un importante papel en diferentes religiones desaparecidas, incluyendo la del antiguo Egipto, la antigua Grecia, el antiguo Israel, la antigua Roma y la antigua Alemania.

## Religiones de India
En la mayoría de los estados de la India, excepto en Kerala, Bengala Occidental y partes del noreste, existe una legislación contra la matanza de ganado.

### Hinduismo
La mayoría de los estudiosos explican la veneración por las vacas entre los hindúes en términos económicos, incluyendo la importancia de los lácteos en la dieta, el uso de estiércol de vaca como combustible y fertilizante, y la importancia que el ganado ha jugado históricamente en la agricultura.
Textos antiguos como el Rig Veda, los Puranas resaltan la importancia del ganado.  El alcance, la extensión y la situación de las vacas en toda la antigua India es objeto de debate. Según Dwijendra N. Jha, el ganado, incluidas las vacas, no era ni inviolable ni tan venerado en la antigüedad como lo ha sido más tarde. Un Grijia-sutra, recomienda que la carne de res sea consumida por los dolientes después de una ceremonia funeraria como un rito de paso. En contraste, según Marvin Harris, la literatura védica es contradictoria, con algunos sugiriendo la matanza ritual y el consumo de carne, mientras que otros sugieren un tabú sobre el consumo de carne.
El Chāndogya Upaniṣad (~ 800 a. C.) menciona el valor ético de Ahimsa, o no violencia hacia todos los seres. A mediados del primer milenio a. C., las tres principales religiones indias -budismo, hinduismo y jainismo- defendían la no violencia como un valor ético, y algo que impactó en el renacimiento de uno. Según Harris, en el año 200, la comida y el festín de la matanza de animales eran ampliamente considerados como una forma de violencia contra las formas de vida, y se convirtieron en un tabú religioso y social.
Las vacas lecheras se llaman aghnya «lo que no se puede sacrificar» en Rigveda. Yaska, el primer comentarista del Rigveda, da nueve nombres a las vacas, siendo el primero «aghnya».

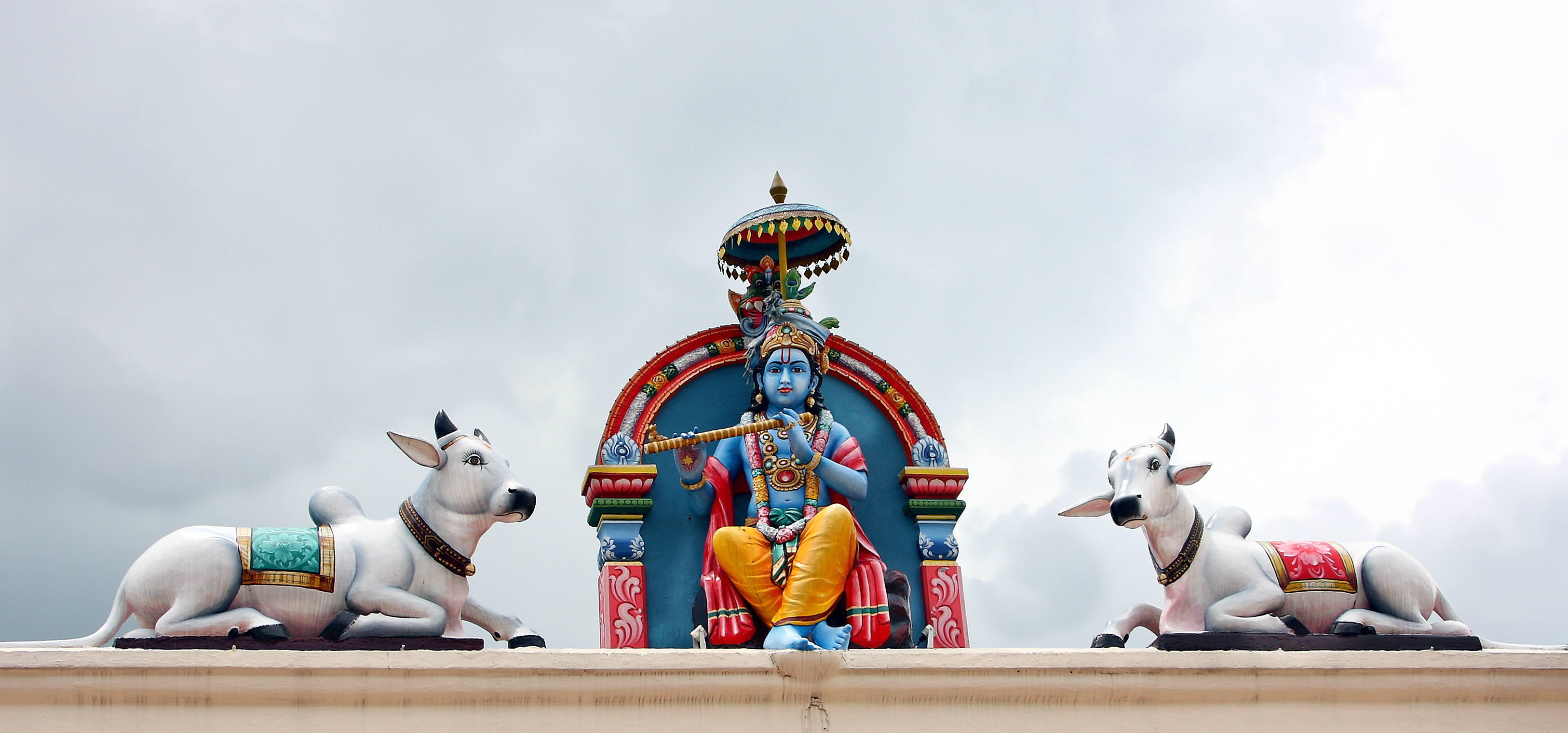
El dios hindú Krishna se muestra a menudo con vacas escuchando su música.

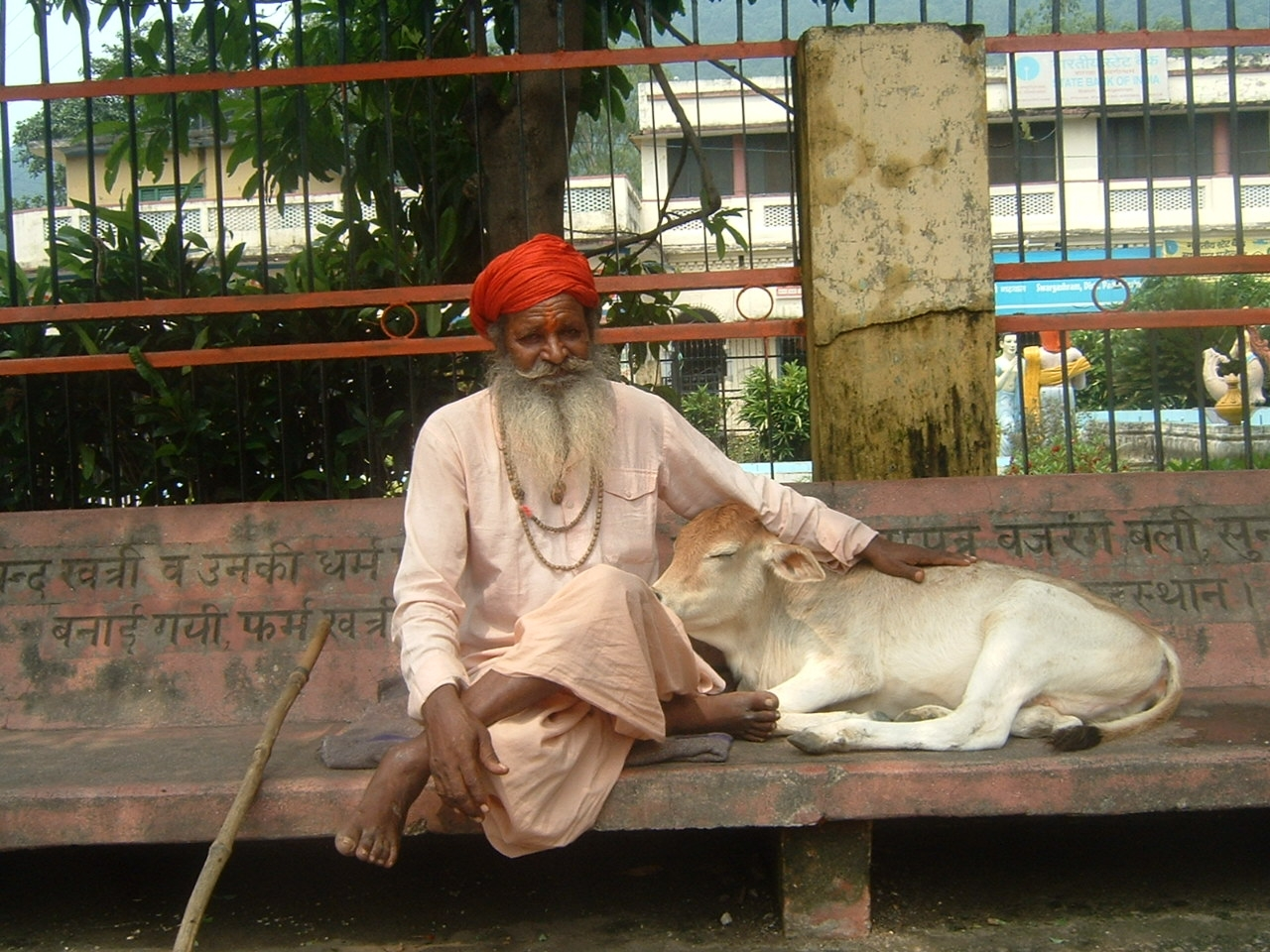
El becerro se compara con el amanecer, en el hinduismo. Aquí, se encuentra con un sadhu.

Según Nanditha Krishna, la veneración de las vacas en la antigua India durante la era védica, los textos religiosos escritos durante este período llamaban a la no violencia hacia todos los bípedos y cuadrúpedos, y a menudo equiparaban el asesinato de una vaca con el asesinato de un ser humano específicamente un Brahmin. Nanditha Krishna declaró que el himno 8.3.25 de las escrituras hindúes Atharvaveda (~1200-1500 a. C.) condena todos los asesinatos de hombres, ganado y caballos, y reza a dios Agni para castigar a los que matan.
Muchos textos hindúes antiguos y medievales debaten la justificación de una interrupción voluntaria de la matanza de vacas y la persecución del vegetarianismo en el hinduismo como parte de una abstención general de la violencia contra otros y de toda matanza de animales. Según Harris, la literatura relacionada con la veneración de las vacas se hizo común en el primer milenio de la era cristiana, y en el año 1000 el vegetarianismo de la era cristiana, junto con un tabú contra la carne de vacuno, se convirtió en una tradición hindú bien aceptada. Esta práctica se inspiró en la creencia en el hinduismo de que un alma está presente en todos los seres vivos, que la vida en todas sus formas está interconectada y que la no violencia hacia todas las criaturas es el valor ético más elevado. El vegetarianismo es parte de la cultura hindú. El dios Krishna] y sus parientes de Yadav están asociados con las vacas, añadiendo su cariño.
Según Ludwig Alsdorf, «el vegetarianismo indio se basa inequívocamente en ahimsa (no-violencia)» como lo evidencian los antiguos smritis y otros textos antiguos del hinduismo. Añade que el cariño y el respeto por el ganado en el hinduismo es más que un compromiso con el vegetarianismo y se ha convertido en parte integral de su teología. El respeto por el ganado es generalizado pero no universal. Según Christopher Fuller, los sacrificios de animales han sido raros entre los hindúes fuera de unos pocos estados del este. Para la mayoría de los hindúes modernos, afirma Alsdorf, el respeto por el ganado y la falta de respeto por la matanza es parte de su ética y «no hay "ahimsa" sin renunciar al consumo de carne».
La prohibición de la carne de la vaca como alimento fue considerada como el primer paso hacia el vegetarianismo total.
Puranas

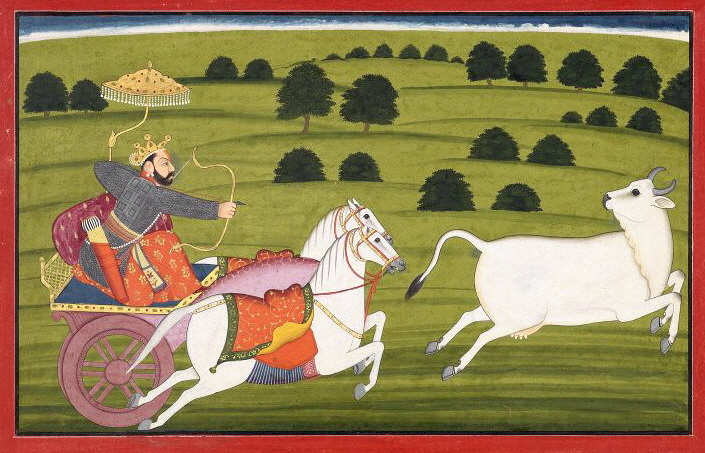
Persiguiendo a Prithvi, que tiene la forma de una vaca. Prithu ordeñó la vaca para generar cosechas para los humanos.

La diosa-tierra Prithvi fue, en la forma de una vaca, sucesivamente ordeñada de sustancias benéficas para el beneficio de los humanos, por deidades comenzando con el primer soberano: Prithu que ordeñó la vaca para generar cosechas para que los humanos terminaran una hambruna.
Kamadhenu, la milagrosa «vaca de la abundancia» y la «madre de las vacas» en ciertas versiones de la mitología hindú, se cree que representa la vaca sagrada genérica, considerada como la fuente de toda prosperidad. En el siglo XIX, una forma de Kamadhenu fue representada en un póster que representaba a todos los dioses y diosas importantes que había en él.

### Importancia histórica

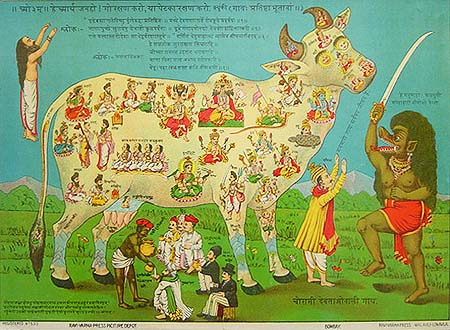
Un folleto de protesta contra la matanza de vacas, creado por primera vez en 1893. Un carnívoro (mansahari) se muestra como un demonio con espada, con un hombre diciéndole «no mates, la vaca es fuente de vida para todos». Fue interpretado por los musulmanes en el Raj Británico para representarlos. Redrawn the Raja Ravi Varma (c. 1897).

La reverencia por la vaca jugó un papel en la Rebelión de la India de 1857 contra la Compañía Británica de las Indias Orientales. Los sipais (soldados nativos) hindúes y musulmanes en el ejército de la Compañía de las Indias Orientales llegaron a creer que sus cartuchos de papel, que contenían una cantidad medida de pólvora, estaban engrasados con grasa de vaca y cerdo. El consumo de cerdos está prohibido en el Islam y el Judaísmo. Debido a que cargar el arma requería morder el extremo del cartucho de papel, concluyeron que los británicos los estaban forzando a romper reglas de su religión.
Una encuesta histórica de los principales disturbios comunales en la India entre 1717 y 1977 reveló que 22 de cada 167 incidentes de disturbios entre hindúes y musulmanes eran atribuibles directamente a la matanza de vacas.

#### En las enseñanzas de Gandhi
La protección de las vacas era un símbolo de los derechos de los animales y de la no violencia contra todas las formas de vida para Gandhi. Veneraba a las vacas, y sugirió poner fin a la matanza de vacas como primer paso para detener la violencia contra todos los animales: «La adoro y defenderé su culto contra todo el mundo», y afirmaba que «el hecho central del hinduismo es la protección de las vacas», pero ni siquiera Gandhi pidió la prohibición de la matanza de vacas en la India. Él dijo:

¿Cómo puedo obligar a alguien a no sacrificar vacas si él mismo no está dispuesto a hacerlo? No es como si únicamente hubiera hindúes en la Unión India. Hay musulmanes, parsis, cristianos y otros grupos religiosos aquí.

### Jainismo
El jainismo está en contra de la violencia hacia todos los seres vivos, incluyendo el ganado. Según los sutras Jaina, los humanos deben evitar toda matanza porque todos los seres vivos son quieren la vida, sufren, sienten dolor, les gusta vivir y anhelan vivir. Todos los seres deben ayudarse unos a otros a vivir y prosperar, de acuerdo con el jainismo, no a matarse y masacrarse unos a otros.
En la tradición religiosa del jainismo, ni los monjes ni los laicos deben causar a otros o permitir que otros trabajen en un matadero. Los jainistas creen que las fuentes vegetarianas pueden proporcionar una nutrición adecuada, sin crear sufrimiento para animales como el ganado.  Según algunos estudiosos del jainismo, la matanza del ganado aumenta la carga ecológica de las demandas de alimentos humanos, ya que la producción de carne implica una intensificación de las demandas de granos, y la reducción de la matanza de ganado en un 50 por ciento liberaría suficiente tierra y recursos ecológicos para resolver toda la desnutrición y el hambre en el mundo. Los líderes de la comunidad del jainismo, afirma Christopher Chapple, han hecho campaña activamente para detener todas las formas de matanza de animales, incluyendo el ganado.

### Budismo
Los textos del budismo afirman que ahimsa es uno de los cinco preceptos éticos, lo que requiere que un budista practicante «se abstenga de matar seres vivos». El sacrificio de vacas ha sido un tabú, con algunos textos que sugieren que cuidar de una vaca es un medio de cuidar de «todos los seres vivos». El ganado es visto en algunas sectas budistas como una forma de seres humanos renacidos en los interminables ciclos de renacimiento en el samsara, proteger la vida animal y ser amable con el ganado y otros animales es un buen karma. No únicamente algunos textos budistas, principalmente el Mahayana, afirman que matar o comer carne está mal, sino que también exhortan a los laicos budistas a que no trabajen en los mataderos ni comercien con la carne. Los textos budistas de la India fomentan una dieta basada en las plantas.
Según Saddhatissa, en el Brahmanadhammika Sutta, el Buda «describe el modo de vida ideal de los brahmanes en la Edad de Oro» ante él de la siguiente manera:

Como madre (pensaron), padre, hermano o cualquier otro tipo de pariente,

las vacas son nuestro pariente más excelente de quien vienen muchos remedios.

Dadores de bien y de fuerza, de buena complexión y de la felicidad de la salud,

habiendo visto la verdad de este ganado que nunca mataron.

Esos brahmanes entonces por Dharma hicieron lo que se debía hacer, no lo que no se debía hacer,

y tan conscientes de que eran gráciles, bien construidos, de piel clara, de gran renombre.

Mientras que en el mundo esta tradición fue encontrada, esta gente prosperó felizmente.— Buddha, Brahmanadhammika Sutta 13.24, Sutta Nipāta

Salvar animales de la matanza para la carne, se cree que el budismo es una manera de adquirir mérito para un mejor reencarnación. Según Richard Gombrich, ha habido una brecha entre los preceptos budistas y la práctica. El vegetarianismo es admirado, afirma Gombrich, pero a menudo no se practica. Sin embargo, añade Gombrich, hay una creencia general entre los budistas Theravada de que comer carne de res es peor que otra carne y que la propiedad de los mataderos de ganado por parte de los budistas es relativamente rara.
El comer carne sigue siendo controversial dentro del budismo, con la mayoría de las sectas Theravada permitiéndolo, reflejando la práctica budista primaria, y la mayoría de las sectas Mayahayana lo prohíben. Los primeros Suttas indican que el propio Buda comía carne y era claro que no debía introducir ninguna regla que prohibiera comer carne a los monjes; sin embargo, el consumo parece haberse limitado a carne de cerdo, pollo y pescado y puede haber excluido al ganado bovino.

## Zoroastrianismo

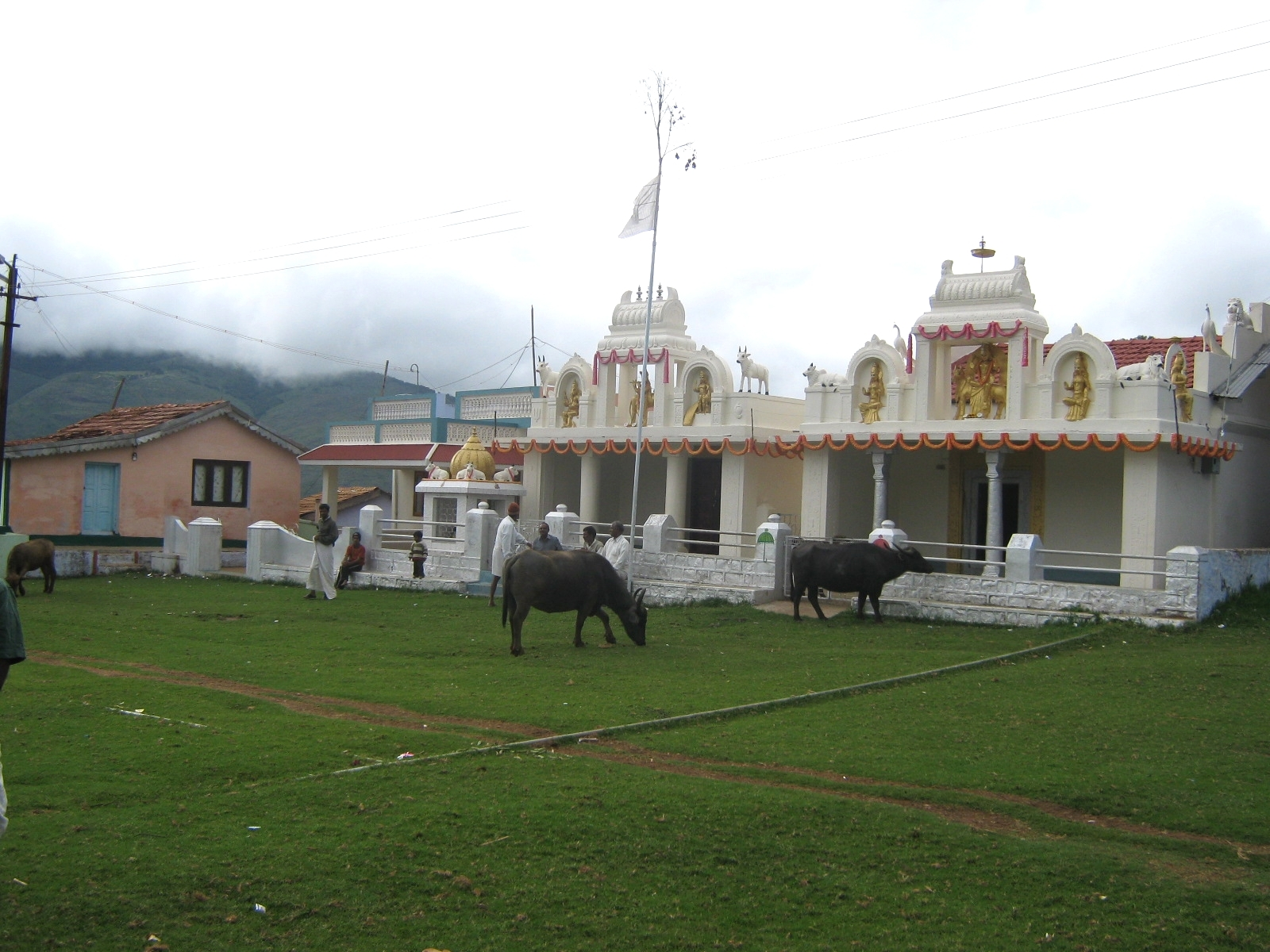
Ganado en un templo, en Ooty India.

El término geush urva significa «el espíritu de la vaca» y se interpreta como el alma de la tierra. En el Gatha Ahunavaiti, Zarathustra (o Zoroastro) acusa a algunos de sus correligionarios de abusar de la vaca. Ahura Mazda le dice a Zarathustra que proteja a la vaca.
Las tierras de Zaratustra y de los sacerdotes védicos eran las de los ganaderos. El noveno capítulo de la Vendidad de la Avesta expone el poder purificador de gōmēz —la orina de vaca—, declarada panacea para todos los males corporales y morales, entendido como tal en el ritual de purificación de Barashnûm de las nueve noches.

## Judaísmo

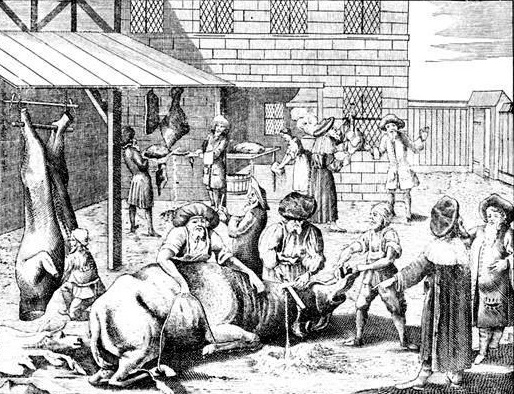
Anónimo europeo, Shejitá, grabado, cultura asquenazí, siglo XVII. Matarifes abaten al bovino sin crueldad, siguiendo las prescripciones de la cashrut.

Según la Biblia hebrea, una vaca roja sin mancha era una parte importante de los antiguos rituales judíos. La vaca era sacrificada y quemada en un ritual preciso, y las cenizas se añadían al agua utilizada en la purificación ritual de una persona que había entrado en contacto con un cadáver humano. El ritual se describe en el Libro de Números en el capítulo 19, versos 1-14.
Los judíos observadores estudian este pasaje todos los años a principios del verano como parte de la porción semanal de la Torá llamada Chukat. Una organización judía contemporánea llamada el Instituto del Templo está tratando de revivir esta antigua observancia religiosa.
El judaísmo tradicional considera que la carne de res es permisible como alimento, mientras la vaca sea sacrificada en un ritual religioso llamado Shejitá, y la carne no sea servida en una comida que «incluya productos lácteos». Algunos judíos comprometidos con el vegetarianismo judío creen que los judíos deben abstenerse de sacrificar animales por completo, y han condenado la crueldad generalizada hacia el ganado en las granjas industriales.

## Islam
El Islam permite la matanza de vacas y el consumo de carne de res, siempre y cuando la vaca sea sacrificada en un ritual religioso llamado dhabīḥah o zabiha similar a la Shejitá judía.
Aunque la matanza de ganado juega un papel en una fiesta musulmana importante, Eid al-Adha, muchos gobernantes del imperio mogol habían impuesto una prohibición sobre la matanza de vacas debido a las grandes poblaciones hindúes y jainistas que vivían bajo su dominio.
La segunda y más larga surá del Corán se llama Al-Baqara ("La Vaca"). De los 286 versículos de la sura, 7 mencionan las vacas (Al Baqarah 67-73). El nombre de la sura deriva de este pasaje en el que Moisés ordena a su pueblo sacrificar una vaca para resucitar a un hombre asesinado por una persona desconocida. Según el pasaje, los «Hijos de Israel» discutieron sobre el tipo de vaca que se designaba cuando se ordenaba el sacrificio.
Al dirigirse a los hijos de Israel, se dijo:

Y cuando asignamos a Moisés cuarenta noches (de soledad), y entonces escogisteis el becerro, cuando él se había apartado de vosotros, y era un malhechor. Entonces, incluso después de eso, os perdonamos para que pudierais dar gracias. Y cuando le dimos a Moisés la Escritura y el criterio (del bien y del mal), para que ustedes pudieran ser guiados correctamente. Y cuando Moisés dijo a su pueblo: Oh pueblo mío! Os habéis ofendido a vosotros mismos al elegir el becerro (para adoración), así que volved en penitencia a vuestro Creador y matad (al culpable) a vosotros mismos. Eso será lo mejor para ustedes con su Creador y Él se ablandará hacia ustedes. He aquí! Él es el Relevante, el Misericordioso. (Al-Quran 2:51-54)

Y cuando Moisés dijo a su pueblo: He aquí! Dios te manda que sacrifiques una vaca, dijeron: ¿Haces de nosotros un juego? Él contestó: Dios no quiera que yo esté entre los necios! Dijeron: Ruega por nosotros a tu Señor para que nos aclare qué (vaca) es. (Moisés) respondió: He aquí que dice: De cierto que ella no es vaca ni con becerro ni inmadura; (está) entre las dos condiciones; así haced lo que se os ha mandado. Dijeron: Ruega por nosotros a tu Señor para que nos aclare de qué color es. (Moisés) respondió: ¡Lo! Dijo: En verdad es una vaca amarilla. Brillante es su color, alegrando a los espectadores. Dijeron: Ruega por nosotros a tu Señor para que nos aclare qué (vaca) es. Lo! las vacas son muy parecidas a nosotros; y Lo! si Dios quiere, podemos ser guiados correctamente. (Moisés) respondió: ¡Lo! Dijo: Verdaderamente ella es una vaca sin yugo; no ara la tierra ni riega la tierra, entera y sin marca. Dijeron: Ahora traes la verdad. Así que la sacrificaron, aunque casi no lo hicieron. Y (recuerden) cuando mataron a un hombre y estuvieron en desacuerdo al respecto y Dios sacó lo que estaban escondiendo. Y Nosotros dijimos: Golpéalo con algo de eso. Así, pues, Dios da vida a los muertos y os muestra sus presagios para que entendáis. (Al-Quran 2:67-73)

Los comentaristas clásicos sunitas y chiitas relatan varias variantes de este cuento. Según algunos de los comentaristas, aunque cualquier vaca habría sido aceptable, pero después de «crear dificultades para ellos mismos» y de que la vaca fuera finalmente especificada, era necesario.

## Antiguo Egipto

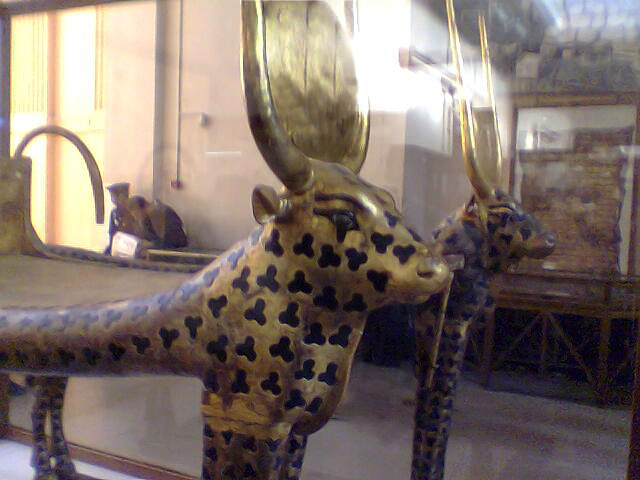
Meheturet representada en el lecho funerario de la tumba de Tutankamón.

En la religión del Antiguo Egipto, los toros simbolizaban la fuerza y la sexualidad masculina y estaban vinculados con deidades agresivas como Montu y deidades viriles como Min. Algunas ciudades egipcias guardaban toros sagrados que se decía eran encarnaciones de poderes divinos, incluyendo el toro de Mnevis, el toro de Bujis, y el toro de Apis, que era considerado como una manifestación del dios Ptah y era el animal sagrado más importante de Egipto. Las vacas estaban relacionadas con la fertilidad y la maternidad. Uno de los mitos del Antiguo Egipto sobre la creación decía que una diosa vaca, Meheturet, que representaba las aguas primitivas que existían antes de la creación, dio a luz al sol al principio de los tiempos. El cielo era a veces visto como una diosa en forma de vaca, y varias diosas, incluyendo a Hathor, Nut y Neith, fueron equiparadas con esta vaca celestial.
Los egipcios no consideraban que el ganado fuera uniformemente positivo. Los toros salvajes, considerados como símbolos de las fuerzas del caos, podían ser cazados y matados ritualmente.

## Antigua Europa

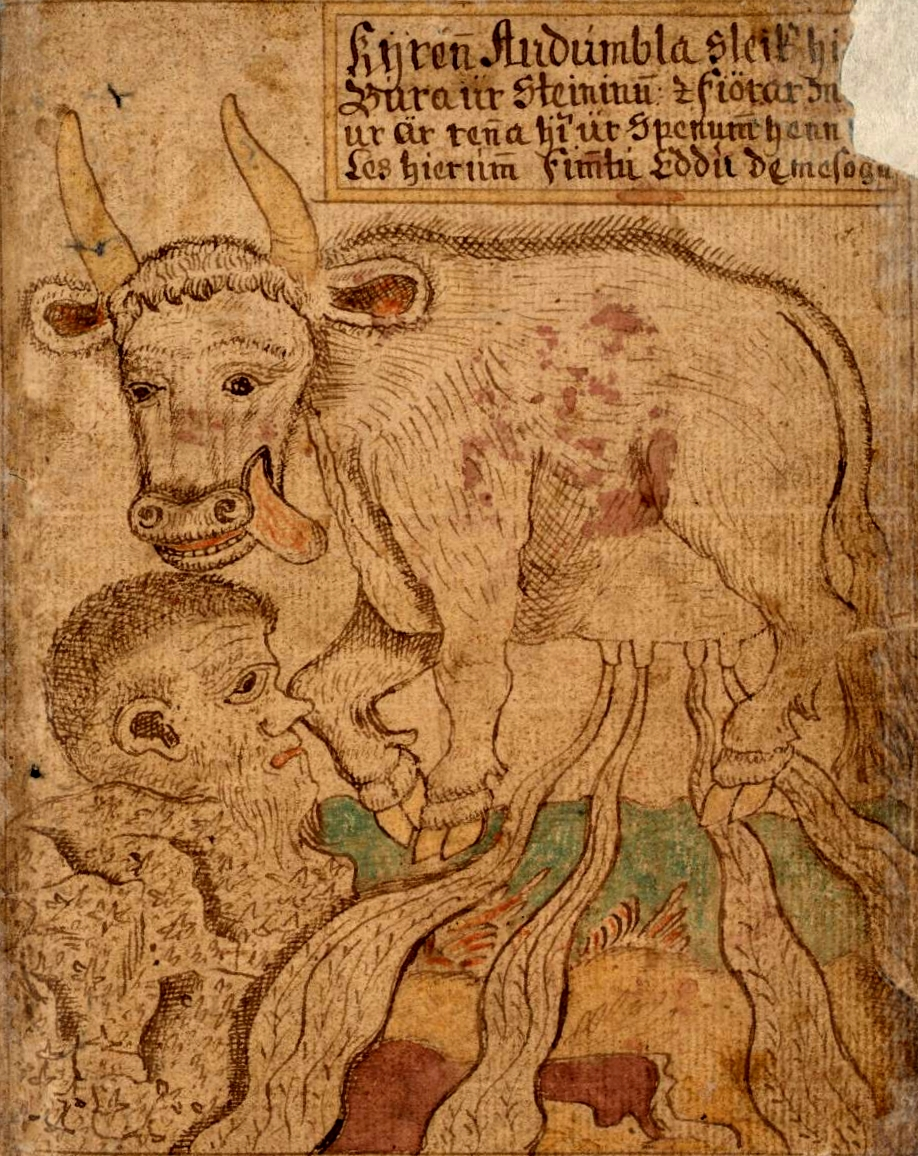
Buri es lamido fuera del salado bloque de hielo por la vaca Auðumbla en esta ilustración del siglo XVIII de un manuscrito islandés.

- En la mitología celta, la diosa del ganado era conocida como Damona en la Galia celta y Boann en la Irlanda celta.
- En la mitología griega, el ganado de Helios pastoreaba en la isla de Trinacia, que se cree que es la Sicilia moderna. Se dice que Helios, el dios sol, tenía siete manadas de bueyes y siete rebaños de ovejas, cada uno con cincuenta cabezas. Una hecatombe era un sacrificio a los dioses Apolo, Atenea y Hera, de 100 cabezas de ganado (hekaton = cien).
- En la mitología nórdica, la vaca primitiva Auðumbla[[]] amamantó al antepasado de los gigantes de las heladas, Ymir, y sacó del hielo al abuelo de Odín, Buri.
- Entre los visigodos, los bueyes que tiraban de la carreta con el cadáver de San Emiliano conducían al lugar correcto de entierro (San Millán de la Cogolla, La Rioja).

## Tiempos modernos

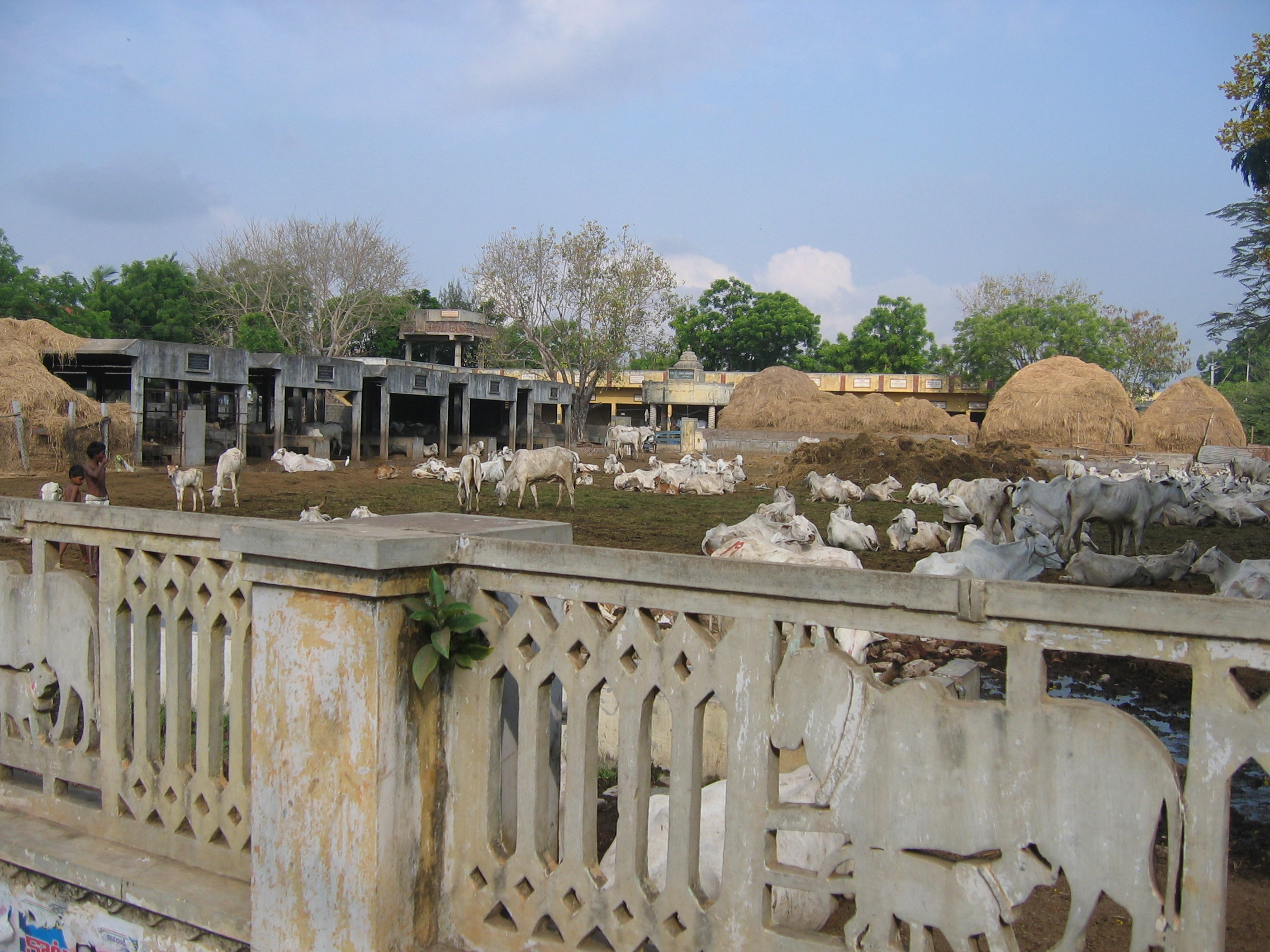
Un refugio para vacas (goshala) en Guntur], India.

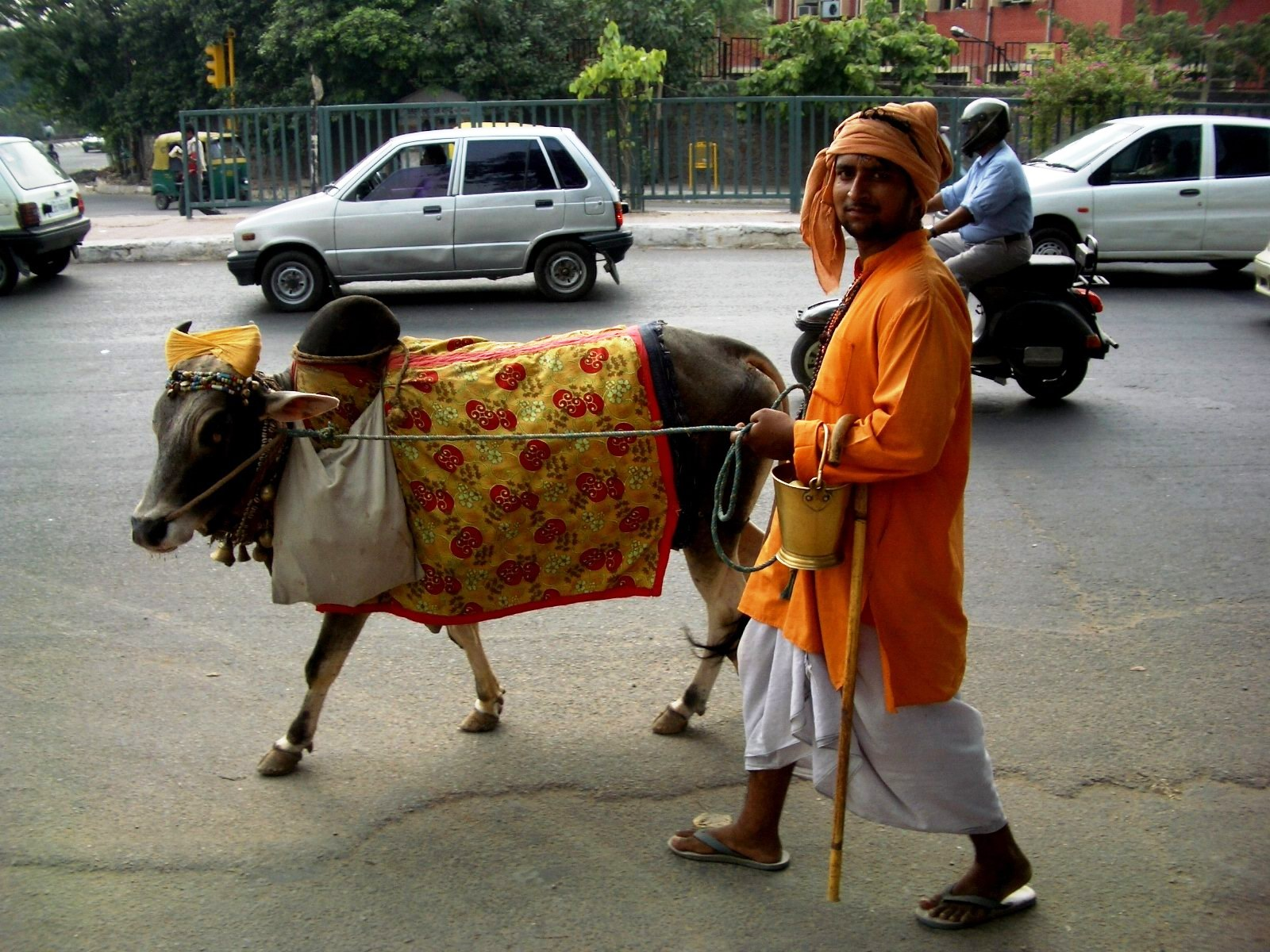
Una vaca caminando en Delhi.

Hoy en día, en países de mayoría hindú como la India y Nepal, la leche de vaca es una parte clave de los rituales religiosos. Para algunos, es costumbre hervir la leche en una estufa o llevar a una vaca a través de la casa como parte de una ceremonia de inauguración. En honor a su exaltado estatus, las vacas a menudo vagan libres, incluso a lo largo (y dentro) de las concurridas calles de las principales ciudades como Delhi. En algunos lugares, se considera buena suerte dar un bocadillo o fruta antes del desayuno.

### En India
La Constitución de la India exige la protección de las vacas en la India. El sacrificio de ganado está permitido con restricciones —como un certificado de aptitud para el sacrificio que puede ser emitido dependiendo de factores como la edad y el sexo del ganado, la viabilidad económica continua, etc.—, pero únicamente para los toros y búfalos y no para las vacas en catorce estados. Está completamente prohibido en seis estados con litigios pendientes en la corte suprema para anular la prohibición, mientras que en muchos estados no hay restricciones.
Gopastami, un día festivo celebrado por los hindúes una vez al año, es uno de los pocos casos en que las vacas reciben oraciones en la India moderna.

### En Nepal
En Nepal, la vaca es el animal nacional. Las vacas dan leche con la que la gente produce dahi (yogur), mantequilla, etc. En Nepal, un país de mayoría hindú, la matanza de vacas y toros está completamente prohibida. Las vacas son consideradas como la diosa Lakshmí —diosa de la riqueza y la prosperidad—. Los nepaleses tienen un festival llamado Tihar (Diwali) durante el cual, un día llamado Gaipuja, rezan por las vacas.
Según una noticia de Lodi News-Sentinel escrita en los años sesenta, en el entonces Nepal contemporáneo un individuo podía pasar tres meses en la cárcel por matar a un peatón, pero un año por herir a una vaca, y cadena perpetua por matar a una vaca.
Las vacas vagan libremente y son sagradas. La matanza de búfalos se llevó a cabo en Nepal en eventos hindúes específicos, como el festival de Gadhimai, celebrado por última vez en 2014. En 2015, se anunció que la confianza del templo nepalés cancelaría todos los futuros sacrificios de animales en el festival de Gadhimai del país.

### En Birmania
El tabú de la carne de vacuno está bastante extendido en Birmania, especialmente en la comunidad budista. En Birmania, la carne de vacuno se obtiene típicamente del ganado que se sacrifica al final de su vida laboral —16 años de edad— o de animales enfermos.  El ganado vacuno rara vez se cría para la producción de carne; el 58% del ganado del país se utiliza para la tracción animal. Pocas personas comen carne de res, y hay una aversión general a la carne de res —especialmente entre los chinos de Bamar y Birmania—,  aunque es más comúnmente consumida en las cocinas regionales, particularmente en las de las minorías étnicas como la kachin. Los budistas, cuando renuncian a la carne durante los días de  Vassa o de los Uposatha, rechazan a la carne de res en primer lugar. Casi todos los carniceros son musulmanes debido a la doctrina budista de la ahimsa.
Durante la última dinastía del país, la dinastía Konbaung, el consumo habitual de carne de vacuno se castigaba con azotes públicos.
En 1885, Ledi Sayadaw, un destacado monje budista, escribió el Nwa-myitta-sa (နွားမေတ္တာစာ), una poética carta en prosa que argumentaba que los budistas birmanos no debían matar ganado ni comer carne de res, porque los agricultores birmanos dependían de ellos como bestias de carga para mantener sus medios de subsistencia, que la comercialización de carne de vacuno para el consumo humano amenazaba la extinción de búfalos y ganado, y que la práctica era ecológicamente poco sana. Posteriormente dirigió exitosos boicots de la carne de vacuno durante la era colonial, a pesar de la presencia de carne de vacuno entre la población local, e influyó en una generación de nacionalistas birmanos para que adoptaran esta postura.
El 29 de agosto de 1961, el Parlamento birmano aprobó la Ley estatal de promoción de la religión de 1961, que prohibía explícitamente el sacrificio de ganado en todo el país —la carne de vacuno se conoció como todo tha (တိုးတုိုးသား)—. Se exigió a los grupos religiosos, como los musulmanes, que solicitaran licencias de exención para sacrificar el ganado durante los días festivos de culto. Esta prohibición fue revocada un año más tarde, después de que Ne Win dirigiera un golpe de Estado y declarara la ley marcial en el país.

### En Sri Lanka
En Sri Lanka, en mayo de 2013, el monje budista Bowatte Indrarathana Thera, de 30 años de edad, del Sri Sugatha Purana Vihara, se inmoló a sí mismo para protestar contra el gobierno que permitía a las minorías religiosas sacrificar vacas.

### China
Un tabú de la carne de vacuno en la antigua China, conocida como niú jiè (牛戒), fue históricamente una restricción dietética, especialmente entre los chinos Han, ya que los bueyes y los búfalos (bovinos) son útiles en la agricultura y son respetados. Durante la dinastía Zhou, no eran consumidos a menudo, ni siquiera por los emperadores. Algunos emperadores prohibieron matar vacas. La carne de res no se recomienda en la medicina china, ya que se considera un alimento caliente y se cree que altera el equilibrio interno del cuerpo.
En fuentes documentales —incluyendo anécdotas y textos litúrgicos taoístas—, este tabú apareció por primera vez en los siglos IX al XII —transición Tang-Song, con el advenimiento de la carne de cerdo—.) En los siglos XVI y XVII, el tabú de la carne de res había sido bien aceptado en el marco de la moralidad china y se encontraba en libros de moralidad (善書), con varios de ellos dedicados exclusivamente a este tabú.  El tabú de la carne de res surgió de una perspectiva china que relaciona el respeto por la vida animal y el vegetarianismo —ideas compartidas por el budismo, el confucianismo y el taoísmo, y la protección estatal de los animales de carga—. Este tabú, entre los chinos han, llevó a los musulmanes chinos a crear un nicho para sí mismos como carniceros especializados en la matanza de bueyes y búfalos.
Ocasionalmente, algunas vacas que se ven llorando antes de la matanza son liberadas a los templos cercanos.

### Japón
Históricamente, existía un tabú de la carne de vacuno en el Antiguo Japón, como medio para proteger a la población ganadera y debido a la influencia budista.  El consumo de carne había sido durante mucho tiempo tabú en Japón, comenzando con un decreto en el 675 que prohibía el consumo de ganado, caballos, perros, monos y pollos, influenciado por la prohibición budista de matar. En 1612, el shōgun declaró un decreto que prohibía específicamente la matanza de ganado.
Esta prohibición oficial se mantuvo hasta 1872, cuando se proclamó oficialmente que el emperador Meiji Tennō consumía carne de res y de cordero, lo que transformó las consideraciones dietéticas del país como medio para modernizarlo, en particular en lo que respecta al consumo de carne de res. Con el contacto de los europeos, la carne de res se hizo cada vez más popular, a pesar de que antes se consideraba bárbara.

### Indonesia
En Kudus, Indonesia, los musulmanes siguen manteniendo la tradición de no sacrificar ni comer vacas, por respeto a sus antepasados, que eran hindúes, que supuestamente imitaban a Sunan Kudus, que también lo hacía como tal.

## Cuero
En países religiosamente diversos, los vendedores de cuero suelen ser cuidadosos a la hora de clarificar los tipos de cuero utilizados en sus productos. Por ejemplo, los zapatos de cuero llevarán una etiqueta que identifica al animal del que se ha extraído el cuero. De esta manera, un musulmán no compraría accidentalmente cuero de cerdo, y un hindú podría evitar el cuero de vaca. Muchos hindúes vegetarianos no usan ningún tipo de cuero.
El judaísmo prohíbe el uso de zapatos hechos con cuero en Yom Kippur, Tisha b'Av, y durante el duelo.
Jainismo prohíbe el uso de cuero porque se obtiene matando animales.